# Alexandar Janew
Alexandar Janew (bulgarisch Александър Янев, englisch Aleksandar Yanev; * 18. Februar 1953) ist ein ehemaliger bulgarischer Sprinter, der sich auf die 400-Meter-Distanz spezialisiert hat.

## Sportliche Laufbahn
Erste internationale Erfahrungen sammelte Alexandar Janew vermutlich im Jahr 1970, als er bei den Junioreneuropameisterschaften in Paris mit 48,81 s in der ersten Runde über 400 Meter ausschied und mit der bulgarischen 4-mal-400-Meter-Staffel in 3:15,3 min den vierten Platz belegte. Zudem gewann er mit der Staffel bei den Balkanspielen in Bukarest in 3:10,1 min die Bronzemedaille hinter den Teams aus Jugoslawien und Griechenland. Im Jahr darauf gewann er bei den Halleneuropameisterschaften in Sofia in 3:15,6 min gemeinsam mit Krestju Christow, Alexandar Popow und Jordan Todorow die Bronzemedaille hinter den Teams aus Polen und der Sowjetunion. Anschließend trat er nicht mehr international in Erscheinung.